# Andělka (Praha)

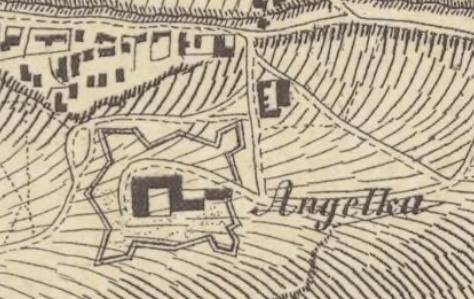
Opevněný dvorec Andělka na mapě z roku 1840

Andělka je zaniklý dvůr v Praze 6-Střešovicích, který se nacházel mezi ulicemi Sibeliova, Pod Andělkou a Ve Střešovičkách. Do roku 1974 byl památkově chráněn.

## Historie
Vinice se na místě budoucí usedlosti Andělka nacházela již v 16. století, hospodářský dvůr zde byl postaven v 17. století. Místu se počátkem 18. století říkalo „Schölhornova zahrada“.
V letech 1742–1744 byla usedlost zničena při obléhání Prahy francouzskými a pruskými vojsky. Usídlila se v ní jedna baterie francouzské armády, druhá byla rozložena za zahradou Závěrky.
Po skončení války dal strahovský opat Gabriel usedlost opravit a přestavět. Hospodářský dvůr pak sloužil potřebám kláštera a jako místo pro odpočinek členů kanonie. Budovy dvora postavené na půdorysu písmene „L“ chránila od roku 1810 ohradní kamenná zeď. Roku 1756 opat Gabriel zřídil v usedlosti kapli svatých Andělů (Královny andělů), podle které dostalo místo své jméno.
Na Andělce bydleli až do začátku 19. století lokalisté kostela svatého Jana Nepomuckého na Jenerálce v Šárce. Protože šárecký kostel byl vzdálený necelou hodinu cesty, konaly se v něm bohoslužby pouze v neděli a ve svátky, mše svaté byly ve všední dny slouženy na Andělce.
Roku 1810 vyrostl v okolí usedlosti opěrný bod jako součást pražského opevnění – dvě reduity spojené krytou komunikací (pozn. podle mapy pochází opevnění z let 1809–13). Toto místo bylo vybráno, protože již za francouzských válek se obléhatelům osvědčilo jako stanoviště dělostřeleckých baterií. Od toho roku bydleli lokalisté v klášteře a na Andělku se vrátili roku 1843. Kapli svatých Andělů zrušenou roku 1811 nahradil nově upravený jeden ze sálů.
Severně od dvora dal klášter postavit opatrovnu Norbertinum pro 50–60 dětí, vysvěcenou 13. října 1904. O dva dny později sem byly uvedeny tři sestry premonstrátky z mateřince na Svatém kopečku u Olomouce. Klášter zde zřídil také jesle pro asi 20 dětí.

### Zánik

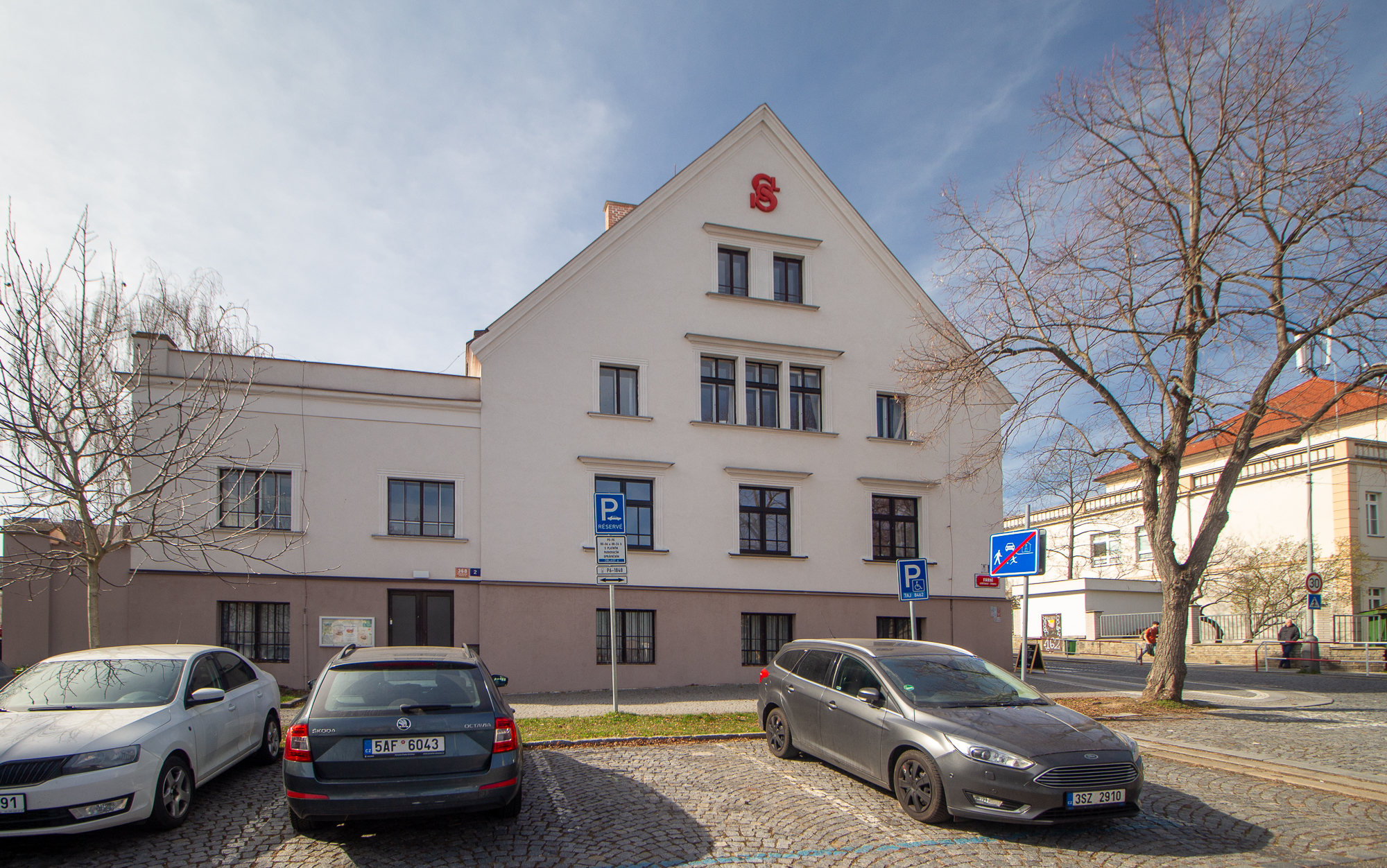
Sokolovna stojící v místě někdejší usedlosti

Dvůr později sloužil jako hostinec „Ve velké“ a ovčín. Roku 1921 koupilo pozemky Družstvo pro stavbu sokolovny a část budov dalo zbořit. Nově postavená sokolovna využila zdivo dosavadní stavby včetně štítové zdi , roku 1922 dostala čp. 368. Z původního dvora se dochovaly některé štítové zdi a pozdější přístavby, nejstarší část (bývalé čp. 7) s barokními klenbami byla zbořena roku 1970.